# Marynowy
Marynowy (Duits: Marienau) is een plaats in het Poolse district  Nowodworski (Pommeren), woiwodschap Pommeren. De plaats maakt deel uit van de gemeente Nowy Dwór Gdański en telt 570 inwoners.

## Verkeer en vervoer
- Station Marynowy